# Fellbach
Fellbach – miasto w Niemczech, w kraju związkowym Badenia-Wirtembergia, w rejencji Stuttgart, w regionie Stuttgart, w powiecie Rems-Murr. Leży ok. 5 km na zachód od Waiblingen, przy drodze krajowej B14 i linii kolejowej Stuttgart–Aalen, ze stacją kolejową Fellbach.
W mieście rozwinął się przemysł maszynowy, elektrotechniczny, włókienniczy, skórzany oraz drzewny.

## Współpraca
Miejscowości partnerskie:
- Erba, Włochy
- Miśnia, Niemcy
- Pecz, Węgry
- Tain-l’Hermitage, Francja
- Tournon-sur-Rhône, Francja